# Stazione di Casalecchio Ceretolo
La stazione di Casalecchio Ceretolo è una fermata ferroviaria posta sulla ferrovia Casalecchio-Vignola, gestita da Ferrovie Emilia Romagna. Serve la località di Ceretolo, frazione del comune di Casalecchio di Reno.

## Storia
La fermata di Ceretolo venne attivata il 15 settembre 2003, contemporaneamente alla riattivazione della linea.

## Movimento
Il servizio passeggeri è costituito dai treni regionali della linea S2A (Bologna Centrale - Vignola) del servizio ferroviario metropolitano di Bologna, cadenzati a frequenza oraria, con rinforzi alla mezz'ora nelle ore di punta.
I treni sono effettuati da Trenitalia Tper nell'ambito del contratto di servizio stipulato con la regione Emilia-Romagna.
A novembre 2019, la stazione risultava frequentata da un traffico giornaliero medio di circa 365 persone (181 saliti + 184 discesi).
Ai fini tariffari, la stazione ricade nell'area urbana di Bologna, entro la quale sono validi i normali titoli di viaggio urbani.